# Novye Bremenskije
Novye Bremenskije (russisk: Новые бременские) er en russisk animationsfilm fra 2000 af Aleksandr Gorlenko.

## Medvirkende
- Philipp Kirkorov
- Mikhail Bojarskij
- Nadezjda Babkina
- Anton Bisejev
- Jelena Kuzmina